# Mennetou-sur-Cher
Mennetou-sur-Cher is een gemeente in het Franse departement Loir-et-Cher (regio Centre-Val de Loire) en telt 903 inwoners (1999). De plaats maakt deel uit van het arrondissement Romorantin-Lanthenay.

## Geografie
De oppervlakte van Mennetou-sur-Cher bedraagt 16,2 km², de bevolkingsdichtheid is 55,7 inwoners per km².

## Verkeer en vervoer
In de gemeente ligt spoorwegstation Mennetou-sur-Cher.
De onderstaande kaart toont de ligging van Mennetou-sur-Cher met de belangrijkste infrastructuur en aangrenzende gemeenten.

## Demografie
Onderstaande figuur toont het verloop van het inwonertal (bron: INSEE-tellingen).